# Hàng dân dụng
Trong kinh tế, hàng dân dụng hay hàng tiêu dùng cuối cùng là hàng hóa tiêu thụ cuối cùng, được dùng cho cá nhân sử dụng hay giao dịch, chứ không phải được dùng trong việc sản xuất hàng hóa khác. Ví dụ, một chiếc xe bán cho người tiêu dùng là hàng dân dụng, còn các thành phần như lốp xe, sườn xe bán cho các nhà sản xuất xe hơi để ráp thành xe hơi khác, là những hàng hóa trung gian được sử dụng để tiếp tục sản xuất hàng tiêu dùng.
Hàng tiêu dùng hay hàng dân dụng đặc biệt dành cho thị trường đại chúng. Ví dụ, hàng tiêu dùng không bao gồm các tài sản đầu tư, như là đồ cổ quý giá, mặc dù những đồ cổ này không dùng cho sản xuất. Còn Hàng hóa sản xuất là hàng hóa đã được xử lý bằng các máy móc; như vậy trái ngược với nguyên vật liệu, nhưng bao gồm hàng hóa trung gian cũng như hàng hóa tiêu dùng cuối cùng.

## Phân loại

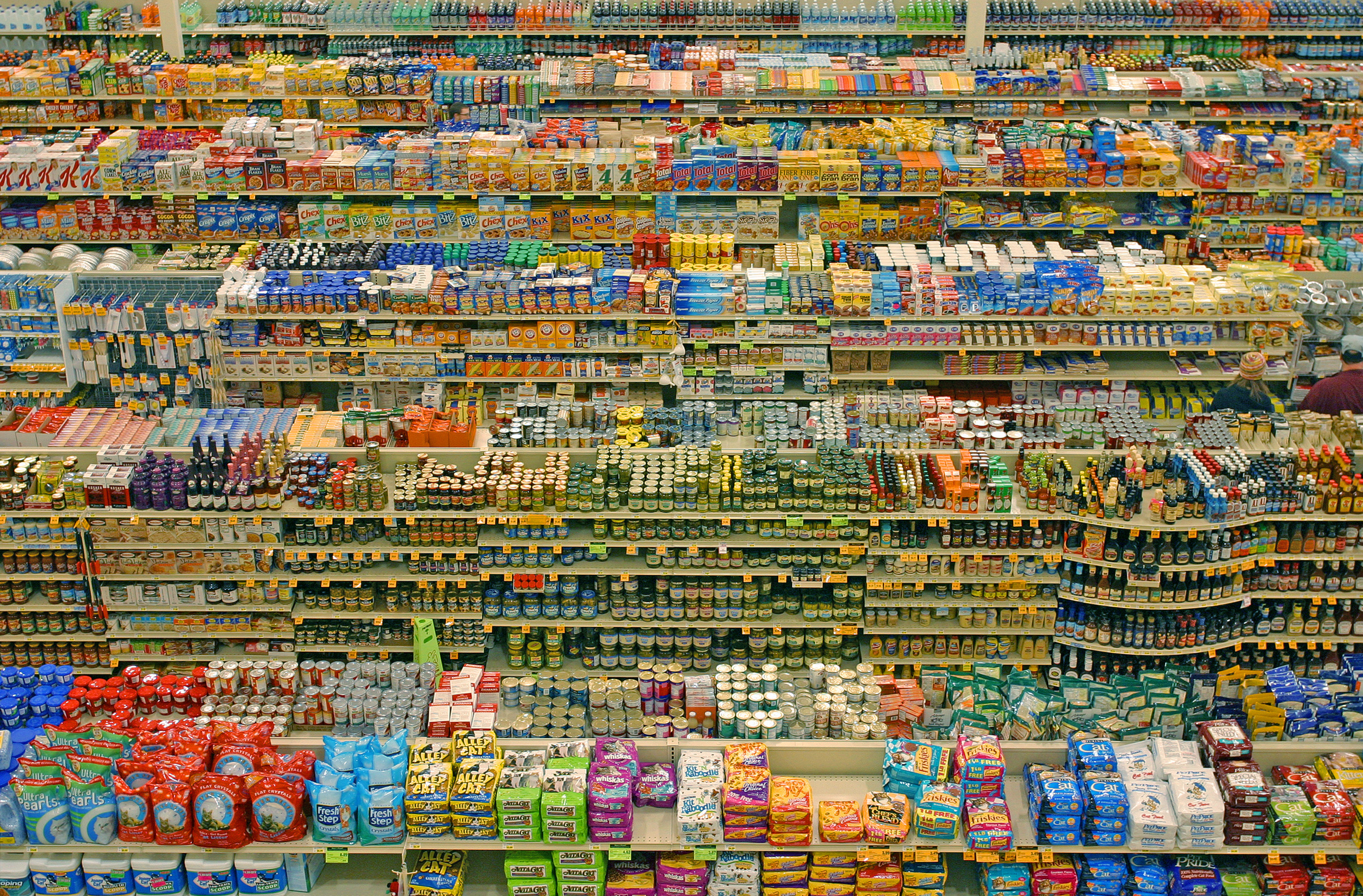
Những mặt hàng tiêu dùng nhanh bày bán trong một siêu thị tại Portland, Oregon, Mỹ.

### Hàng hóa nhu cầu hàng ngày (hàng hóa tiện lợi)
Đây là những hàng hóa được mua thường xuyên và không có kế hoạch chuẩn bị. Thông thường là những hàng hóa với một mức giá tương đối thấp, được hỗ trợ bởi một chiến lược tiếp cận thị trường đại chúng của các nhà buôn. Các mặt hàng này có thể được mua tại nhiều địa điểm, bao gồm: bánh mì, xăng dầu, sách báo, giấy, vv... thường là những hàng tiêu thụ nhanh.

### Hàng hóa mua sắm (hàng hóa giá trị cao)
Những hàng hóa được mua ít hơn và có giá cao hơn hàng hóa của nhu cầu hàng ngày. Khi mua một món trị giá cao, khách hàng luôn có sự so sánh và chọn lựa, cũng như kế hoạch chuẩn bị, tiết kiệm để dồn tiền. Hàng hóa sẽ được tiếp thị bằng các chiến dịch quảng cáo của nhà sản xuất và các đại lý và thường được bán trong các cửa hàng đặc biệt, ví dụ: nước hoa, thương hiệu vật dụng nội thất, thương hiệu quần áo, xe hơi, tủ lạnh, máy giặt, điện thoại thông minh, vv, hoặc những vật dụng có giá trị bền lâu, ít mòn.

### Sản phẩm đặc biệt và đặc sản (hàng hóa đặc sản)
Đây là những mặt hàng xa xỉ, mà chỉ có rất ít thương hiệu tương đương khác trên thị trường. Vì vậy, đối với những hàng hóa xa xỉ có thể có một mức giá rất cao. Số hàng này được quảng cáo với các chiến lược tiếp thị độc quyền và chỉ được bán bởi các đại lý thương hiệu lựa chọn đặc biệt, ví dụ, đồng hồ sang trọng, pha lê quý, rượu vang, xe hơi hạng sang.

## Tầm quan trọng trong bối cảnh kinh tế
Trong nền kinh tế vĩ mô, nhu cầu về hàng tiêu dùng là một trong những thành phần của tổng cầu của cả nền kinh tế. Trong khuôn khổ của kinh tế chính trị học, việc tạo ảnh hưởng đến nhu cầu tiêu dùng của đại chúng là một điểm chính của những tranh cãi giữa các trường phái tư tưởng trong các chính sách cung và cầu..